# Stefano Pirazzi
Stefano Pirazzi (* 11. März 1987 in Alatri) ist ein ehemaliger italienischer Radrennfahrer.

## Sportlicher Werdegang
Stefano Pirazzi gewann 2007 mit der Nationalmannschaft beim Giro delle Regioni eine Etappe. Später konnte er bei der Volta Ciclista Internacional a Lleida zwei Teilstücke für sich entscheiden.
2010 schloss er sich dem Professional Continental Team Colnago-CSF Inox an, bei dem er bis ins Jahr 2017 blieb. Von 2010 bis 2017 startete er achtmal in Folge beim Giro d’Italia, 2013 gewann er die Bergwertung. Beim Giro d’Italia 2014 siegte er auf der 17. Etappe.
Nachdem Pirazzi ebenso wie sein Teamkollege Nicola Ruffoni positiv auf ein Derivat verbotener Wachstumshormone getestet wurde, wurde er einen Tag vor Beginn des Giro d’Italia 2017 durch den Weltverband UCI wegen Dopingverdachts vorläufig gesperrt. Anfang Oktober 2017 wurde Pirazzi vom Weltradsportverband UCI für vier Jahre gesperrt. Von seinem Team Bardiani war er bereits entlassen worden.
Nach Ablauf seiner Sperre kehrte Pirazzi 2021 mit dem ukrainisch-italienischen UCI Continental Team Amore & Vita-Prodir in den Wettkampfsport zurück, konnte aber keine nennenswerten Ergebnisse erzielen. Seit 2022 wird er nicht mehr in den Ergebnislisten der UCI geführt.

## Familie
Stefano Pirazzi hat einen Zwillingsbruder, Roberto Pirazzi, der ebenfalls Radrennfahrer war, aber 2009 seine Karriere beendete.

## Erfolge
2007
- eine Etappe Giro delle Regioni
- zwei Etappen Volta a Lleida

2009
- Gara Ciclistica Millionaria

2012
- Bergwertung Tirreno–Adriatico

2013
- Bergwertung Giro d’Italia

2014
- eine Etappe Giro d’Italia

2016
- eine Etappe Settimana Internazionale

## Grand-Tour-Platzierungen
| Grand Tour            | 2010 | 2011 | 2012 | 2013 | 2014 | 2015 | 2016 | 2017 |
| --------------------- | ---- | ---- | ---- | ---- | ---- | ---- | ---- | ---- |
| Giro d’ItaliaGiro     | 120  | 61   | 123  | 44   | 85   | 22   | 18   | DNF  |
| Tour de FranceTour    | –    | –    | –    | –    | –    | –    | –    | –    |
| Vuelta a EspañaVuelta | –    | –    | –    | –    | –    | –    | –    | –    |